# Aittasaari (ö i Södra Savolax, S:t Michel, lat 61,40, long 27,41)
Aittasaari är en ö i Finland. Den ligger i sjön Säynätjärvi och i kommunen Sankt Michel i den ekonomiska regionen  S:t Michel och landskapet Södra Savolax, i den södra delen av landet, 190 km nordost om huvudstaden Helsingfors. Öns area är 47,7 hektar och dess största längd är 1,1 kilometer i sydöst-nordvästlig riktning.